# HIV檢測

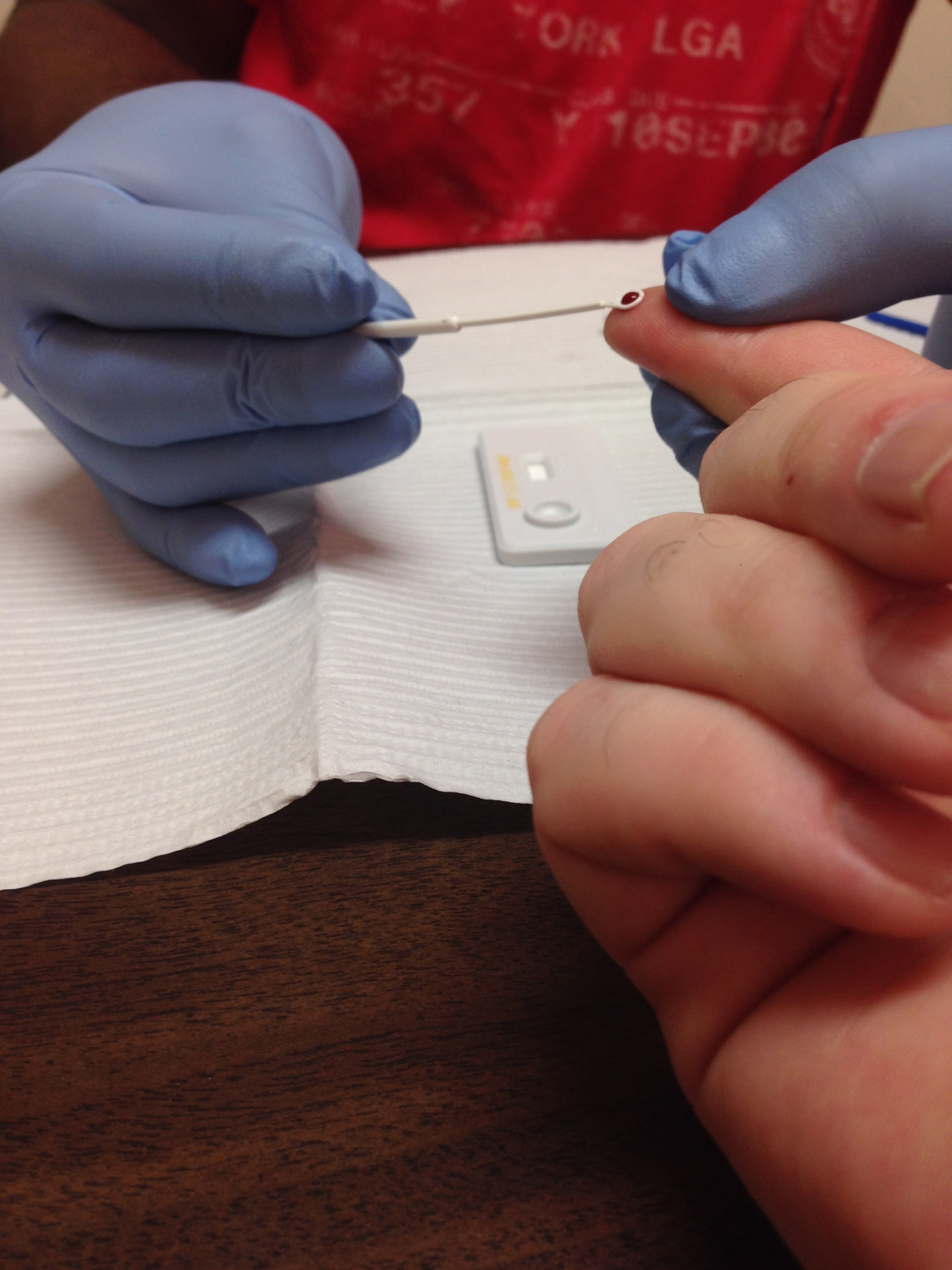
一次正在进行中的艾滋病毒快速检测

HIV檢測，指檢測人體是否感染人類免疫缺陷病毒，做為輸血、器官移植前的檢查和愛滋病的診斷、治療及追蹤。HIV檢測是偵測血漿、血清、唾液、乾血點或尿液等人體體液之中的抗體、抗原或是RNA。

## 名詞解釋
空窗期：從被HIV感染之後到可以檢測出病毒所需之時間。使用抗體檢測之方式平均之空窗期為22天。使用抗原檢測方法則可縮減空窗期至16天，而使用核酸檢測法（NAT）則可使空窗期減至12天。
而一個醫學檢測的效果通常使用以下術語描述：
- 靈敏度：如感染HIV時，檢驗結果為陽性的百分比（真陽性／真陽性+假陰性）
- 特異度：如未感染HIV時，檢驗結果為陰性的百分比（真陰性／真陰性+假陽性）

所有的診斷檢查都有侷限性，有時候，它們可能會產生錯誤或有疑問的結果。
- 假陽性：當一個人沒有感染HIV時，但檢驗結果卻顯示為陽性。
- 假陰性：當一個人感染HIV時，但檢驗結果卻顯示為陰性。

非特異性反應、高伽瑪球蛋白血症或存在針對其他病原體而類似HIV病毒抗原的抗體可能產生假陽性結果。自體免疫性疾病，如全身性紅斑狼瘡 ，也可能造成假陽性的結果。

## 原則

### 用在捐贈血液或細胞產品篩檢之時
被選為篩選捐贈血液或組織的HIV測試必須對於其中不存在HIV提供足夠高的信心（也就是要能提供高靈敏度）。在西方國家，血庫會一起併用抗體、抗原及核酸之測試。世界衛生組織預估在2000年時，全世界因不當的血液篩選造成了一百萬新的HIV感染病例。
在美國，大部份的捐贈血液使用酵素免疫分析法（ELISA）和核酸測試來篩選HIV-1和HIV-2的存在。這一些檢驗也和一些細心的捐贈者篩選一併進行。在2001年時，在美國因每次輸血感染HIV的風險約為2千5百萬分之一。

### 用在HIV感染診斷之時
用在診斷特定某一人是否感染HIV時之檢測會同時需要很高的敏感度和特異度。在美國，為達到此一目標，HIV檢測使用了一種演算法來結合兩種HIV抗體測試。如果在一開始使用一種以ELISA為基礎的檢測方法發現到了HIV抗體，再來使用西方墨點法做第二次檢測以檢驗和該抗體結合之抗原的分子量大小。此種結合方法可以提供較高的準確度（詳下文）。

### 關於人權
聯合國愛滋病規劃署（UNAIDS）及世界衛生組織對於HIV篩選的政策聲明為，對於進行HIV檢測的人，必須立足於一個人權的原則下以尊重醫學倫理。根據這些原則，進行HIV檢測的人必須要：
- 保密
- 伴隨著諮詢（對於那些試驗陽性的個案）
- 經過知情同意才進行測試

## 空窗期
在感染愛滋病後，由於體內的抗體尚未達到能被儀器或試紙檢測到的濃度，雖已遭到感染，但檢測會呈現陰性，從遭感染到可被儀器或試紙檢驗到的時間，即稱為空窗期。
在空窗期內，患者體內的愛滋病毒量最高，傳染力強。
空窗期不應與潛伏期混淆，潛伏期指的是從感染到產生病症的時間，以愛滋病來說，感染HIV-1後約有90%以上的病患在10-12年內發病成為愛滋病，其中10-12年即為潛伏期。

## 抗體檢測(第三代)
檢測目標為HIV抗體，依據廠牌，其結果在數分鐘至1 小時內會有報告呈現，但是只能作為初步篩檢的工具，即使抗體檢測陽性，後續仍有賴西方墨點法或核酸聚合酶連鎖反應來確認是否感染HIV。
HIV抗體最早能在感染後第三週起產生，但必需在疑似感染後84天進行抗體檢測才能完全排除感染。（國際公認排除時間為十二週）
若抗體檢測呈現陽性，但西方墨點法發出未確定（Indeterminate），則有可能是感染初期。

## 抗體+抗原檢測(第四代)
此檢測方法同時檢測抗體與抗原，因此亦稱為HIV Combo/HIV Combination Test/HIV DUO Test/HIV Combi等，以上均指同時檢測抗體與抗原的方法。
在感染HIV後，p24抗原會先比抗體早出現，抗原能夠引起免疫系統產生抗體，p24抗原約在感染後第三週達到高峰，隨後下降並消失。
第四代抗原可有效縮短HIV檢測的空窗期，感染者能在感染後14天檢測到p24抗原的存在。若篩檢陰性，仍必須在疑似感染84天後重新進行抗體或抗原+抗體試驗，以排除感染。

## 核酸檢測(NAT)
此檢測方法為檢測病毒本身，屬於所有檢測方式中空窗期最短的方法（約7-10天）同時也較為昂貴。在醫療院所，定量RT-PCR亦可稱為HIV Viral Load Test。
使用的檢測方法為聚合酶連鎖反應，由於HIV屬於RNA病毒，因此必須使用RT-PCR進行檢測，其中RT-PCR又分為定性測試與定量測試。
定量測試依據各家廠牌儀器略有不同，通常報告區間如下：
1. 未檢出(Target not detected)
2. 檢出(Detected)，低於定量下限。
3. 檢出(Detected)，病毒量：____。
4. 檢出(Detected)，大於定量極限。

其中，參考值為Target not detected。
近年來，在U=U的倡議下，測不到病毒(通常是在每毫升40個以下)被認為患者不具傳染力，但並不代表痊癒。
台灣自2013年起對捐血所產生的血品全面採用NAT測試，因此從2013年至今未有任何一例因為輸血而感染愛滋病的案例。
切勿使用捐血檢測愛滋，捐血機構除依法通報外，並且不會告知捐血者是否感染。

## 檢測方法
HIV擁有不同的檢測方法，如酵素免疫分析法、聚合酶連鎖反應、西方墨點法等。

### 酵素結合免疫吸附分析法（ELISA）
酵素連結免疫吸附分析法（Enzyme-Linked Immunosorbent Assay ELISA）或稱酵素免疫分析法（Enzyme-linked immunoassay；EIA）
ELISA可分為三明治法、間接法、競爭法三種。
具體原理可參考酵素結合免疫吸附分析法。

### 化學冷光微粒酵素免疫分析法(CMIA)
化學冷光微粒酵素免疫分析法(CMIA  microparticle immunoassay method)，為另一種酵素免疫分析原理。

### 西方墨點法（Western blot）
西方墨點法是偵測人體血清或血漿中存在的HIV病毒蛋白的相對抗體，依據世界衛生組織(World Health Organization；WHO)判斷標準，當呈現套膜蛋白(gp160/gp120/gp41)特定帶之其中任2條(含)以上判定為陽性反應，少數孕婦及有自體免疫疾病之個案可能會出現偽陽性反應，若HIVAg/Ab篩檢兩次皆為陽性；Western blot確認試驗結果呈陰性(Negative)或無法確認(Indeterminate)者，建議於三個月後再一次進行確認試驗。三個月後仍維持未確定結果者，其感染HIV的可能性較低。
西方墨點法的血清學特性：
| 血清學特性                        | 敏感度 |
| --------------------------------- | ------ |
| GAG、POL、ENV                     | 97.5%  |
| p24、p31、gp41 and/or gp120/gp160 | 94.9%  |
| ENV and GAG or POL                | 100%   |

## HIV檢驗的精確度
特別注意：滿84天後，抗體測試的結果均被認為是可信的。
若篩檢為陽性，務必至指定醫事機構再確認，並遵循醫師建議。而篩檢陰性者，建議遵循CDC指引定期追蹤：
1. 有性行為者，建議至少進行1次檢驗；
2. 有無套性行為者，建議每年至少進行1次檢驗。
3. 若有感染風險行為（如與人共用針具、多重性伴侶、合併使用成癮性藥物、感染性病等），則建議每3至6個月檢驗1次。

### 快速檢測
台灣家用快篩試劑為CHEMBIO與Mylan兩家公司所推出，醫療院所亦可能採用其他試劑，只要是合格試劑並正確操作，其檢驗結果均可信，而在84天後檢驗陰性即被認為可排除感染。
| 廠牌    | 敏感度(Sensitivity) | 特異度(Specificity) |
| ------- | ------------------- | ------------------- |
| CHEMBIO | 99.4%               | 100%                |
| Mylan   | 99.8%               | 99.8%               |
| ALERE   | 97%                 | 100%                |

## 非凡控制者
所有HIV感染者中，有很小一群天賦異稟的人(不到1%)，感染後不用吃雞尾酒療法，就可以控制病毒量在測不到的範圍(低於50 copies/mL) 至少1年以上，被稱為「非凡控制者」(elite controller)。。
非凡控制者體內的病毒量不足，從而導致無法被聚合酶連鎖反應檢出（低於定量下限）。
波士頓研究針對60位「非凡控制者」的研究發現，他們當中50%帶有HLA-B*57，20%帶有HLA-B*27，但這些基因如何幫助免疫系統對抗HIV，機轉還不清楚。
另外至少30%的「非凡控制者」沒有HLA-B*57或HLA-B*27，因此必定還有其他因素決定他們對付HIV的超級能力。
即使身為非凡控制者，仍可以透過抗體檢測的方式確定是否感染愛滋病毒。

## 外部連結
（皆為英文）
- UNAIDS issues HIV testing policy June 2004
- HIV Antibody Assays resource from UCSF
- National database of HIV testing resources（页面存档备份，存于），sponsored by the Centers for Disease Control
- List of HIV tests approved by the U.S. FDA（页面存档备份，存于）
- AIDS.gov - The U.S. Federal Domestic HIV/AIDS Resource（页面存档备份，存于）
- HIVtest.org - Find an HIV testing site near you（页面存档备份，存于）
- A toolkit to design campaigns to promote HIV testing in different scenarios